# William B. McKinley
Pour les articles homonymes, voir McKinley.
Ne doit pas être confondu avec William McKinley.
William Brown McKinley, né le 5 septembre 1856 à Petersburg (Illinois) et mort le 7 décembre 1926 à Martinsville (Indiana), est un homme politique américain.
Après des études à l'université de l'Illinois, il s'installe à Springfield en tant que pharmacien, puis à Champaign pour devenir banquier. Membre du Parti républicain, il est élu de l'Illinois à la Chambre des représentants des États-Unis de 1905 à 1913 et à nouveau de 1915 à 1921. McKinley entre au Sénat des États-Unis en 1921, mais meurt avant de finir son mandat de six ans. Le pont McKinley, reliant Venice, dans l'Illinois, à Saint-Louis, dans le Missouri, est nommé en son honneur.